# Hammer Film Productions
Hammer Films este o companie de producție de filme cu sediul în Marea Britanie. Fondată în 1934, compania este cel mai bine cunoscută pentru seria de filme gotice Hammer Horror realizate de la mijlocul anilor 1950 până în anii 1970. Hammer a produs, de asemenea, filme științifico-fantastice, thrillere, noir și comedii - și în ultimii ani, seriale de televiziune. De-a lungul anilor când a avut cel mai mare succes, Hammer a dominat piața filmelor de groază, și s-a bucurat de o distribuție la nivel mondial și de un succes financiar considerabil. Acest succes s-a datorat, în parte, de parteneriatul de distribuție cu studiouri majore din Statele Unite, cum ar fi Warner Bros. Din 2007 este parte a Exclusive Media, un consorțiu condus de magnatul media olandez John de Mo. De atunci au fost produse filmele Let Me In (2010), The Resident (2011) și Femeia în negru (2012).

## Legături externe
- Official Hammer web site
- Hammer Film Productions la Internet Movie Database
- Hammer Horror BFI Screenonline article

## Vezi și
- Freddie Francis
- Val Guest
- Caroline Munro